# HTTrack
HTTrack es una aplicación informática de  software libre y de código abierto que utiliza la licencia  GPL, multilenguaje y multiplataforma cuyo propósito es la captura web, es decir la descarga de todo o parte de un sitio web, para posteriormente poder navegar por él fuera de línea.
Su versión para GNU/Linux se llama WebHTTrack, mientras que su versión para Windows se llama WinHTTrack. Actualmente existe una versión para dispositivos portátiles con Android.